# Jerzy Adam Marszałkowicz
Jerzy Adam Marszałkowicz (ur. 19 stycznia 1931 w Zgłobicach pod Tarnowem, zm. 13 maja 2019 w Nysie) – polski duchowny katolicki, założyciel Towarzystwa Pomocy im. św. Brata Alberta.

## Życiorys
Urodzony w rodzinie ziemiańskiej. Syn Adama Marszałkowicza herbu Zadora (zarządcy komisarycznego Tarnowa) i Zofii z domu Turnau, córki Jerzego. Wnuk Jana Marszałkowicza, polityka i obrońcy Lwowa. Spokrewniony poprzez matkę z dziennikarzami Janem Turnauem i Jerzym Turowiczem. 
W 1945 musiał opuścić rodzinny dwór w Zgłobicach, który został upaństwowiony. Wyjechał wraz z rodziną do Wrocławia, gdzie w 1949 został przyjęty na Uniwersytet Wrocławski. W lutym 1956 ukończył Seminarium – przyjął niższe święcenia. Do wyższych święceń kapłańskich nie przystępował ze względu na słaby stan zdrowia. Rozpoczął pracę w Instytucie Katolickim w Trzebnicy. W 1959 został bibliotekarzem w Wyższym Seminarium Duchownym we Wrocławiu. W 1962 powierzono mu funkcję głównego furtiana portierni seminaryjnej. W tym czasie zetknął się z ludźmi bezdomnymi, ubogimi, a zwłaszcza alkoholikami, którzy przychodzili i prosili o wsparcie. Wówczas rozpoczął systematycznie udzielać im pomocy. W 1971 wystąpił do władz Wrocławia prosząc o udostępnienie budynku na dom noclegowy, ale spotkał się z odmową.
Inicjował, wraz z grupą około trzydziestu osób, założenie zarejestrowanego 2 listopada 1981 Towarzystwa Pomocy im. Adama Chmielowskiego (obecnie pod nazwą Towarzystwo Pomocy im. św. Brata Alberta), stowarzyszenia niosącego pomoc bezdomnym przez tworzenie dla nich schronisk. Jeszcze tego samego roku (tj. w 1981) opuścił seminarium i zamieszkał w pierwszym schronisku Towarzystwa przy ul. Lotniczej we Wrocławiu. Za jego pośrednictwem założono następnie inne schroniska, m.in. w Bielicach, Klisinie, Gamowie, Jasienicy Górnej, Gliwicach–Bojkowie.
Autor licznych homilii, przemówień okazjonalnych i tekstów o tematyce bezdomności. W 2011 wydano autobiograficzny Mój Pamiętnik. 
Pochowany został w grobie rodzinnym na cmentarzu parafii Świętej Rodziny przy ul. Smętnej we Wrocławiu.

## Wyróżnienia
- Nagroda Ministerstwa Pracy i Polityki Społecznej – 1995 (za wybitne osiągnięcia w zakresie pomocy społecznie)
- Medal św. Jerzego – 1995
- Nagroda Polskiego Komitetu Pomocy Społecznej „Człowiek Człowiekowi” – 1997
- Nagroda Totus: „Promocja człowieka, praca charytatywna” – 2002
- Pro Ecclesia et Pontifice – 2002
- Nagroda specjalna Prezydenta Rzeczypospolitej Polskiej „Dla dobra wspólnego” – 2016[10]